# Iglatjärnen (Fjärås socken, Halland)
Iglatjärnen är en sjö i Kungsbacka kommun i Halland och ingår i Rolfsåns huvudavrinningsområde. Sjön är 10,3 meter djup, har en yta på 0,04 kvadratkilometer och är belägen 100 meter över havet.